# Das Dreimäderlhaus (1918)
Das Dreimäderlhaus ist eine deutsche Stummfilm-Komponistenbiografie aus dem Jahr 1918 von Richard Oswald, frei nach dem gleichnamigen Bühnenstück von Alfred Maria Willner, Heinz Reichert und Heinrich Berté.

## Handlung
Wien 1826. Erzählt wird eine Liebesgeschichte des jungen Komponisten Franz Schubert und seine Versuche, sich als Komponist endgültig durchzusetzen. Zu Schuberts Freundeskreis zählen unter anderem der junge Baron Franz von Schober und der Maler Moritz von Schwind. Im Haus des Hofglasermeister Christian Tschöll hat der ebenso mittellose wie schüchterne Künstler eine Bleibe gefunden. Tschölls Domizil wird zumeist „Dreimäderlhaus“ genannt, weil dort außerdem seine drei in einem heiratsfähigen Alter befindlichen Töchter Hannerl, Heiderl und Hederl wohnen. Während zwei der jungen Damen bereits adretten Männern mit Zukunft versprochen sind, ist das kesse Hannerl noch zu haben. Prompt verliebt diese sich in den Hungerkünstler Schubert. Der junge Mann aber ist auf den alten Tschöll nicht allzu gut zu sprechen und macht sich auch nicht sonderlich große Hoffnung, eine der Tschöll-Töchter zu freien, hatte der Alte doch unlängst die Zustimmung verweigert, dem Musikerkollegen Groh eines seiner Mädchen zur Frau zu geben.
Diesem scheint in dem Moment beruflich eine glänzende Zukunft offenzustehen, in dem der Musikverleger Ciabelli dem Hofopernsänger Vogl Schuberts Kompositionen vorlegt. Dieser ist äußerst angetan von dem Talent des noch weithin unbekannten Nachwuchskomponisten. Bald finden auch Hannerl Tschöll aus dem Dreimäderlhaus und Franz Schubert zusammen und kommen sich bei einem ersten gemeinsamen Ausflug näher. Hannerl beschließt, um ihrem Franzl nahe zu sein, bei ihm Klavierunterricht zu nehmen. Nachdem Vogl Schuberts Lieder nunmehr öffentlich vorträgt, steht dem Durchbruch des Komponisten nichts mehr im Wege. Zwei Missverständnisse führen nunmehr dazu, dass Baron Schober, der Schuberts eigens fürs Hannerl komponierte Liedchen „Ich schnitt es gern in alle Rinden ein“ auf dessen Wunsch vorträgt, um so in Schuberts Namen um Hannerl zu werben, nunmehr Hannerls Herz erobert. Die Tschöll-Tochter hatte zuvor von der Tänzerin Grisi erfahren, dass der „Franzl“, wie Grisi sagt, schon zahlreiche Verhältnisse gehabt haben solle. Hannerl schließt dabei auf Franz Schubert, Grisi meinte aber Franz von Schober. Und so bleibt Schubert einsam zurück.
Das Hannerl ist jedoch auch nicht eben eine treue Seele. Der berühmte Geiger Nicolo Paganini weilt für ein Konzert in Wien und berückt Hanni über alle Maßen mit seiner Kunst. Nun ist auch bald der Schober-Franz vergessen, und Hannerl brennt mit dem Italiener in dessen Heimat durch. Für Schuberts zartes Wesen ist dies alles zu viel, und er erkrankt schwer. Er bittet, noch einmal vom Hannerl besucht zu werden. Für die kein allzu großer Akt, hat sie doch der volatile, italienische Geigenvirtuose daheim bereits schmählich im Stich gelassen. Als Hannerl ihren Schubert zum letzten Mal sieht, liegt er bereits im Sterben. Schmerzerfüllt sinkt sie an seiner Leiche zusammen. Erst jetzt erkennt sie, dass sie durch ein dummes Missverständnis um ihre große Liebe gebracht worden war.

## Produktionsnotizen
Der Film, gelegentlich versehen mit dem Untertitel Schuberts Liebesroman, wurde 1918 u. a. in Oswalds Heimatstadt Wien (Außenaufnahmen) gedreht und erlebte seine Uraufführung am 22. September 1918 im Berliner Tauentzienpalast. Bei einer Nachzensur erhielt der Vierakter mit einer Länge von 1725 Metern am 16. April 1921 ein Jugendverbot.
Helga Molander, die hier eine ihrer ersten Filmrollen spielte, trat damals noch unter ihrem Mädchennamen Ruth Werner auf.

## Zum Hintergrund der handelnden Personen
Historie: Franz Schubert (1797–1828) war ein österreichischer Komponist. Er wurde als dreizehntes von sechzehn Kindern geboren. Schon im frühen Kindesalter bekam Schubert Violin- und Orgelunterricht. Auch seine Begabung in der Komposition kristallisierte sich schon früh heraus. Wegen seiner schönen Stimme wurde er als Sängerknabe aufgenommen. Dort lernte er viele seiner späteren Freunde kennen wie Joseph von Spaun, Albert Stadler und Anton Holzapfel. Über seinen Freund Spaun kam er in Kontakt mit Franz von Schober. Zu seinem Freundeskreis, der sich ständig erweiterte, gehörten unter anderem der Maler Moritz von Schwind, der Dichter Johann Mayrhofer sowie der Bariton Johann Michael Vogl, einer der wichtigsten Sänger der Wiener Hofoper. Auch zu den Brüdern Joseph Kupelwieser, seinem späteren Librettisten, und Leopold Kupelwieser, seines Zeichens Maler, pflegte Schubert engen Kontakt. Erst 1827, ein Jahr vor seinem Tod, konnte Schubert von seinen Freunden zu einem eigenen Konzert überredet werden, das ein großer Erfolg wurde.
Verfilmungen zum selben Thema:
- 1936: Drei Mäderl um Schubert, Regie: E. W. Emo, Franz Schubert: Paul Hörbiger
- 1958: Das Dreimäderlhaus, Regie: Ernst Marischka, Darsteller Franz Schubert: Karlheinz Böhm.

## Kritik
„Das ganze Werk beruht auf Stimmungsmalerei. Entzückend das Milieu und die Kostüme, fein abgetönt das Zusammenspiel. Die Figur des Schubert von Poldi [sic!] Spielmann in beinahe klassischer Naturtreue herausgearbeitet. (…) Es ist viel Liebe verwendet worden bei der Schaffung dieses Werkes und dass die reichsdeutschen Künstler dem Wienertum soviel Wärme zu leihen vermochten, sei ihnen dankend anerkannt. Richard Oswalds Regie ist sichtlich bedacht, den Charakter der Zeit festzuhalten, was den Eindruck noch erhöht und den Erfolg gewährleistet.“